# WHO-Regionalbüro Westlicher Pazifikraum
Das WHO-Regionalbüro für den Westlichen Pazifikraum (englisch: WHO Regional Office for the Western Pacific, Abkürzung: WHO/WPRO) ist eines von insgesamt sechs Regionalbüros in der Weltgesundheitsorganisation. Es arbeitet für die Region Westlicher Pazifikraum der WHO (englisch: WHO Western Pacific Region) und deren 37 Mitgliedstaaten und Gebiete mit einer Bevölkerung von etwa 1,9 Milliarden Menschen.

## Geschichte
Die Region Westlicher Pazifikraum der WHO wurde im Jahr 1951 gegründet.

## Mitgliedsstaaten

Die sechs Verwaltungsregionen der WHO (Türkis: WHO/Western Pacific Region)

Der WHO-Region Süd-Ost Asien sind die folgenden Staaten und Gebiete zugeordnet:
- Äquatorialguinea
- Amerikanisch-Samoa (USA)
- Australien
- Brunei
- Volksrepublik China
- Cookinseln
- Fiji
- Französisch-Polynesien (Frankreich)
- Guam (USA)
- Hongkong (China)
- Japan
- Kambodscha
- Kiribati
- Südkorea
- Laos
- Macau (China)
- Malaysia
- Marshallinseln
- Föderierte Staaten von Mikronesien
- Mongolei
- Nauru
- Neukaledonien (Frankreich)
- Neuseeland
- Niue
- Nördliche Marianen (USA)
- Palau
- Papua-Neuguinea
- Philippinen
- Pitcairninseln (Vereinigtes Königreich)
- Salomonen
- Samoa
- Tokelau (Neuseeland)
- Tonga
- Tuvalu
- Vanuatu
- Vietnam
- Wallis und Futuna (Frankreich)

## Standorte
Das Regionalbüro hat seinen Hauptsitz in Manila, Philippinen. Außerdem existieren Regionalbüros in Mitgliedsstaaten.

## Kooperationen (Auswahl)
Das Regionalbüro unterhält zahlreiche Partnerschaften, unter anderem mit den folgenden Organisationen:
- Pazifische Gemeinschaft
- OECD
- Asia eHealth Information Network AeHIN

## Regionaldirektoren
| Nr | Name               | Land                | Amtszeiten  |
| -- | ------------------ | ------------------- | ----------- |
| 1  | I.C.Fang           | Volksrepublik China | 1951 – 1966 |
| 2  | Francisco J. Dy    | Philippinen         | 1966 – 1979 |
| 3  | Hiroshi Nakajima   | Japan               | 1979 – 1988 |
| 4  | Sang-Tae Han       | Südkorea            | 1989 – 1999 |
| 5  | Shigeru Omi        | Japan               | 1999 – 2009 |
| 6  | Shin Young-soo     | Südkorea            | 2009 – 2019 |
| 7  | Takeshi Kasai      | Japan               | 2019 – 2023 |
| 8  | Saia Ma’u Piukala* | Tonga               | 2024 –      |

*) geschäftsführend